# Paek Nam-Un
Paek Nam-Un (백남운) est un universitaire coréen spécialiste en histoire économique. Il est né le 11 février 1894 et est mort le 12 juin 1979.

## Travaux
Paek Nam-Un étudie à l'école de commerce de Tokyo à partir de 1919, et rédige à Séoul de 1925 à 1933 le premier volume de son histoire de la Corée, histoire sociale et économique de la Corée (朝鮮社会経済史). Un second volume, Histoire économique de la société féodale coréenne (朝鮮封建社会経済史) suit en 1937, et publié comme le premier à Tokyo pour des raisons de censure. Dans ce premier ouvrage, il s'oppose aux théories dominantes dans l'historiographie japonaise, notamment celle de la stagnation économique du pays. Cette vision est en particulier portée par Tokuzō Fukuda qui affirment que la société féodale comme la propriété foncière privée n'ont pas réussi à se développer en Corée, et que par conséquent le pays ne est resté à un stage de développement proche de celui connu par le Japon au Xe siècle. Paek Nam-Un tend ainsi à montrer que la Corée s'est développée de manière conforme aux règles universelles telles que définies par les théories marxistes. Il s'en prend aussi aux théories nationalistes, en particulier celles de Shin Chae-ho et de Choe Nam-seon sur l'« esprit national ». 
Selon Paek Nam-Un, affirmer un caractère unique à l'Histoire de la Corée ne fait que renforcer les théories du colonisateur japonais : cette particularité démontrerait que la Corée était coupée des dynamiques mondiales, et donc arriérée. Dans le second volume qui se concentre sur les débuts de la féodalité coréenne, il traite le roi Tangun comme une figure mythique qui peut cependant donner des informations sur la structure sociale de l'époque. En étudiant la généalogie qui lui est attribuée, et en utilisant des règles de phonétique, il affirme identifier l'émergence de classes sociales et d'une domination masculine sur la société. Reprenant à son compte les travaux de Lewis Henry Morgan, il prétend démontrer l'existence de familles punaluennes avant même l'émergence des Trois Royaumes.